# Васильев, Александр Семёнович (журналист)
Александр Семёнович Васильев (12 ноября 1920 — 1 ноября 1995) — советский журналист, член союза писателей СССР, прозаик.

## Биография
Родился в селе Терское Тамбовской губернии, в семье сельского учителя. Переехал с родителями и закончил семь классов сельской школы в городе Горловка, Донецкая область. После чего отправился в Мичуринск, учился в Мичуринском педагогическом техникуме. Закончил Рязанский рабфак в 1938 году. Находясь в Мичуринске, получил первый опыт работы в Центрально-генетической лаборатории им. И. В. Мичурина, в то же время познакомился с И. В. Мичуриным и его секретарем А. Н. Бахаревым, а также членом-корреспондентом ВАСХНИЛ И. С. Горшковым.
28 ноября 1940 года был принят на работу в школу села Снагостск Кореневского района Курской области, учителем русского языка и литературы.
В 1941 году окончил Курский педагогический институт, освобожден от работы учителем в связи с эвакуацией.
12 декабря 1941 года становится постоянным сотрудником газеты «Курская правда». Во время Великой Отечественной войны работал военным журналистом. Принимал участие в Курской битве как военный корреспондент, за что был удостоен медали «За боевые заслуги». Был занесен в Книгу Почета лучших журналистов СССР (г. Москва) за выпуск газет в военное время.
В 1948 году Александра Семёновича приняли в состав КПСС.
19 марта 1951 года занял должность ответственного секретаря газеты «Полярная правда» в городе Мурманск.
23 октября 1951 года направлен в Красноярск собственным корреспондентом центральной газеты «Сельское хозяйство» по Красноярскому краю.
В 1953 году с семьей переехал в Старый Оскол, где начал работу в газете «Путь октября» заведующим сельскохозяйственным отделом. Сотрудничал с газетами «Октябрьские зори», «Белгородская правда», «Тамбовская правда», «Оскольские новости», «На стройке».
В 1982 году стал членом Союза писателей СССР. Участник VI съезда писателей РСФСР.
Умер 1 ноября 1995 года, похоронен на Казацком кладбище в городе Старый Оскол Белгородской области.

## Семья
- Жена — Грицких Галина Павловна, учительница. Познакомились в Курском педагогическом техникуме, в 1943 году.
- Дочь — Васильева Наталья Александровна, рождена 14 июня 1944 года.
- Сын — Васильев Олег Александрович, рождён 12 ноября 1950 года.

## Литературный труд
С 1953 года А. С. Васильев трудился не только как журналист, но и как писатель. Его повести и рассказы публиковались в журналах «Наш современник», «Подъем», газетах «Литературная Россия», «Известия», «Белгородская правда», «Тамбовская правда», «Курская правда». Первой из его изданных книг стала биографическая повесть «За жар-птицей», опубликованная в 1979 году. Это повесть для детей, о мальчике по имени Саня и его путешествиях.
После смерти, силами его вдовы Г. П. Грицких, в 2001 году, была издана его вторая повесть «Прозрение».
В 2005 году был издан сборник рассказов «Жаркий июль», посвященный Великой Отечественной войне, а также роман «Взрыв».